# Jean Schneider (historienne)
Pour les articles homonymes, voir Jean Schneider et Schneider.
Jean Schneider est une historienne américaine. Elle remporte le prix Pulitzer d'histoire pour son ouvrage The Republican Era, 1869-1901: A Study in Administrative History, coécrit avec Leonard D. White. Elle travaille avec ce dernier en tant qu’assistante pour ses recherches en histoire. Elle entre en 1921 au Vassar College, d'où elle sort diplômée.

## Publications
- The Practice of Public Administration (avec Ernst von Harnack)
- 1958 : The Republican Era, 1869-1901: A Study in Administrative History (avec Leonard D. White)